# Mariakerke (Gent)

Lage von Mariakerke in Gent

Mariakerke ist eine Teilgemeinde der flämischen Stadt Gent. Mariakerke zählte Ende 2007 11.883 Einwohner.

## Geschichte

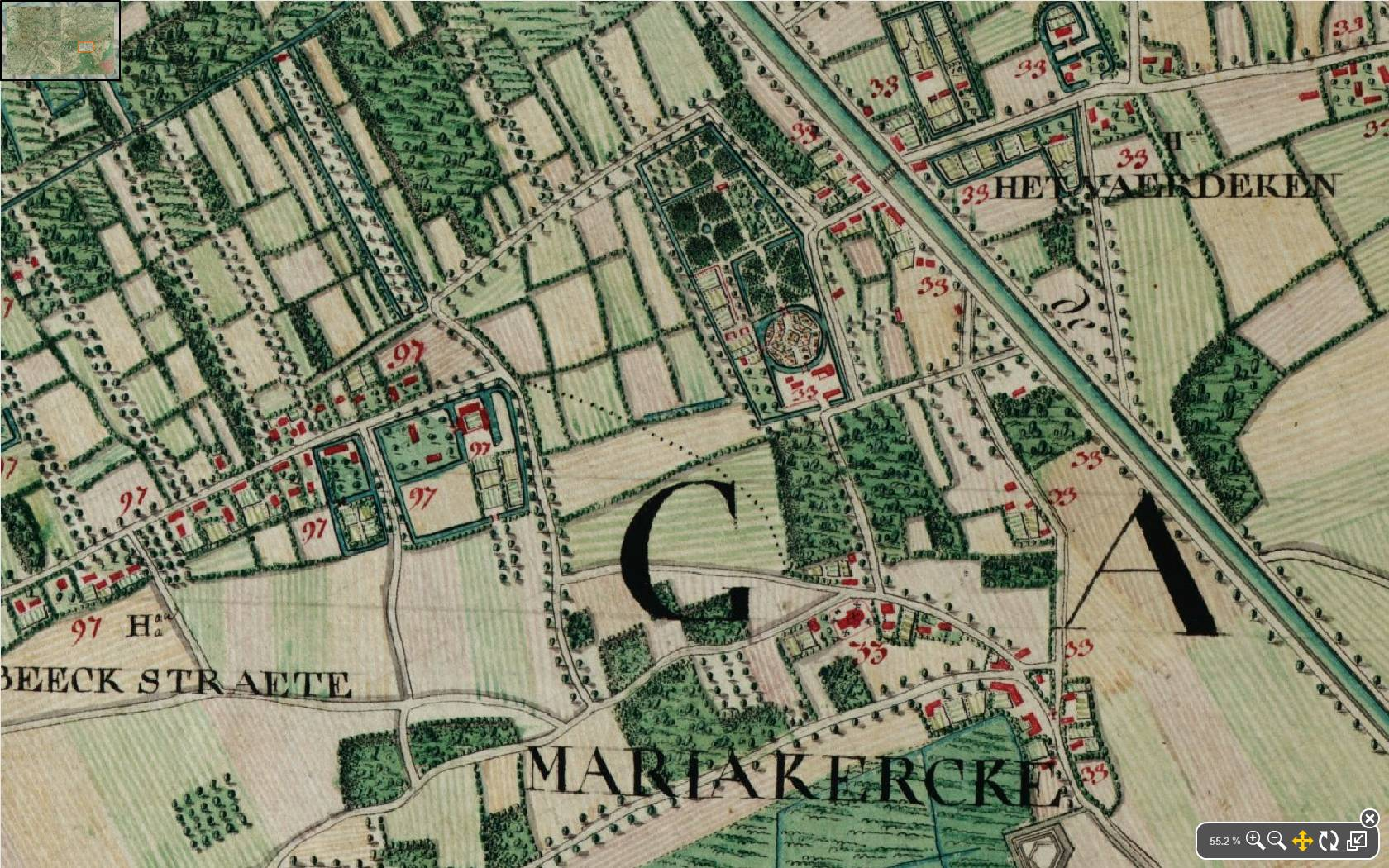
Mariakerke auf der Ferrariskarte

Bei Mariakerke handelt es sich um ein altes Dorf, dessen Grundgebiet zu beinahe 70 Prozent aus Morast bestand, auf dem Reste des Landes standen Landgüter wie das heutige Claeys Bouüaert und das St. Paulsseminar, es gab nur eine Wegverbindung nach Gent, welcher sich mittlerweile zum Genter Brugsesteenweg entwickelt hatte.
Mariakerke wurde 1793 eine selbstständige Gemeinde und hat damals seinen definitiven Namen bekommen. Davor war in den schriftlichen Quellen bspw. des 16. Jahrhunderts von Merekercke, Meirekercke und Mariakercke die Rede. In einer Urkunde des 15. Jahrhunderts Philipps des Guten tauchte der Name Meeriskercke auf.
Mariakerke wird bereits seit dem 17. Jahrhundert durch den Kanal nach Brügge, die „Brügger Fahrt“ (Brugse Vaart) durchschnitten. Die zwei Hälften wurden durch die Mariakerkebrücke verbunden, die während der verschiedenen Kriege mehrmals zerstört wurde. Die heute Brücke stammt aus dem Jahre 1964. Die zwei Hälften, Mariakerke-Zentrum und Mariakerke-Ost, haben über die Jahrhunderte ein eigenes Gepräge erhalten.
Im achtzehnten Jahrhundert wurde durch Kaiserin Maria Theresia der Verbindungsweg mit Eeklo, die heutige belgische N9 angelegt.
In der zweiten Hälfte des 19. Jahrhunderts zog es viele Einwohner in die Fabriken Gents. Die Fabriksbesitzer und reiche Stadtbewohner bauten hier am Ende des 19. Jahrhunderts Güter und Schlösschen als Landsitze. Die meisten dieser Landsitze sind bewahrt geblieben und machen aus Mariakerke ein echtes Schlösschendorf (genau so wie Vinderhoute und Lovendegem). Zu jedem der Landsitze gehören auch große Landdomänen, welche ebenfalls größtenteils bewahrt geblieben sind. Hierdurch ist Mariakerke bis heute noch immer ein „grünes Dorf“ geblieben.
Nach dem Zweiten Weltkrieg kommt das Dorf durch das Wachstum Gents unter großen Einfluss tausender Stadtbewohner.
1976 fusioniert Mariakerke mit Gent und ist seitdem eine Teilgemeinde Gents.

## Geographie
Mariakerke liegt am Rande des Meetjeslandes und wird begrenzt durch Wondelgem im Nordosten, Gent im Südosten, Drongen im Südwesten, Lovendegem im Nordwesten und Evergem im Norden. Durch die Brugse Vaart teilt sich das Dorf in Mariakerke-Zentrum und Mariakerke-Ost (Kolegem).

## Demographische Entwicklung
Bronnen: NIS en Stad Gent - Opm:1806 t/m 1970=volkstellingen; 1976, 1990, 2000 en 2007=inwonertal op 31 december

## Sehenswürdigkeiten
- De Onze-Lieve-Vrouw Maria Geboortekerk, Kirche
- »Herberg Den Groenen Staek«, bekannt als  Gasthof und „Lustgarten“ (»lusttuin«)
- De pastorie (das Pfarrhaus)
- De neogotische galerij aan het kerkhof (neugotische Galerie, Friedhof)

### Schlösser und Landsitze
- Kasteel Claeys-Bouüaert
- Kasteel La Maison Blanche
- Kasteel Kervyn d’Oudt Mooreghem
- Kasteel Les Fougères (oder Les Cygnes)
- Kollekasteel
- Parkkasteel
- Kasteel Paul Van Tieghem (früheres Gemeindehaus von Mariakerke bis 1977)
- Sint-Paulusseminarie oder auch Kasteel Ter Beken

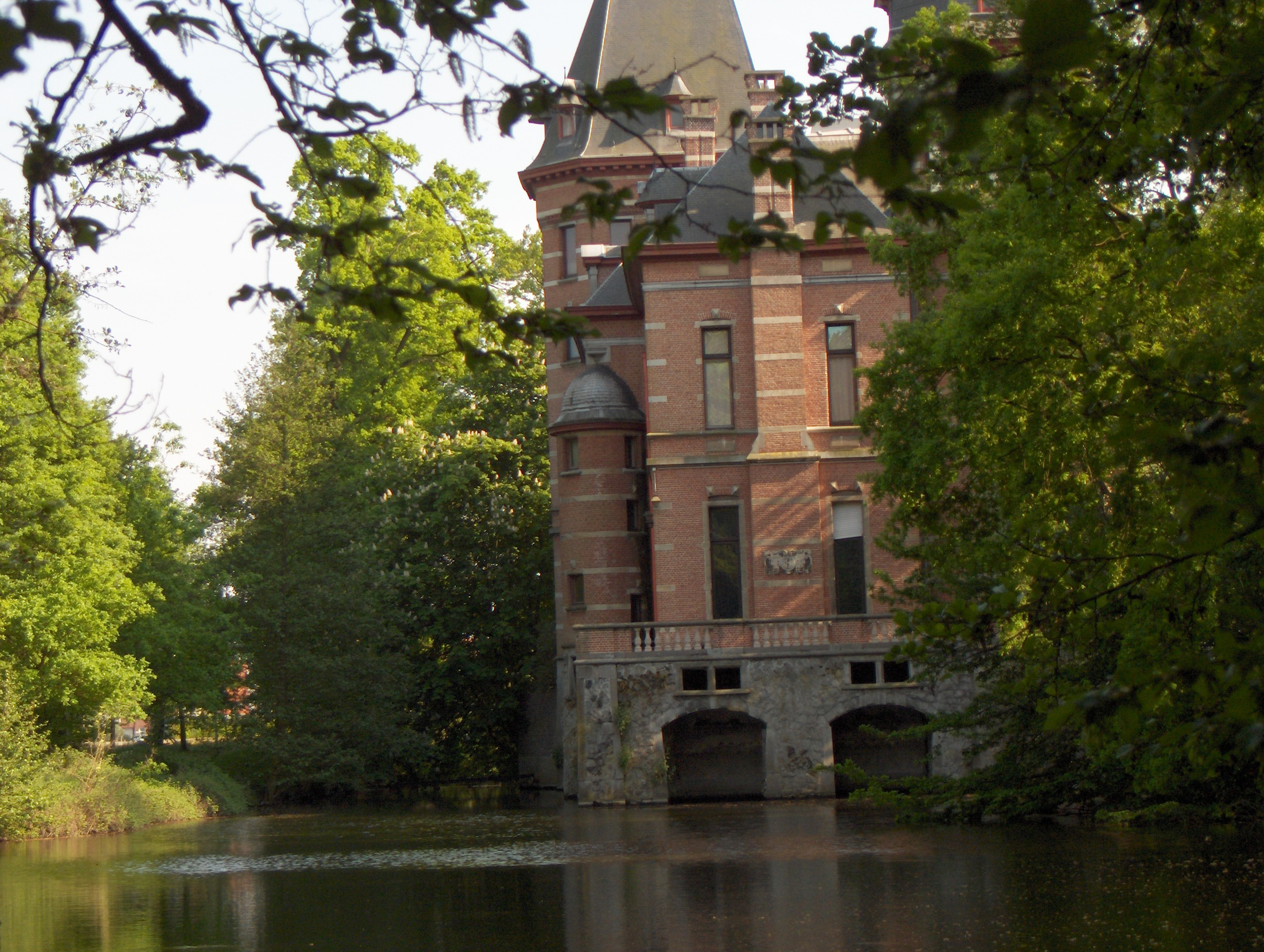
Kasteel Claeys-Bouüaert in Rückansicht
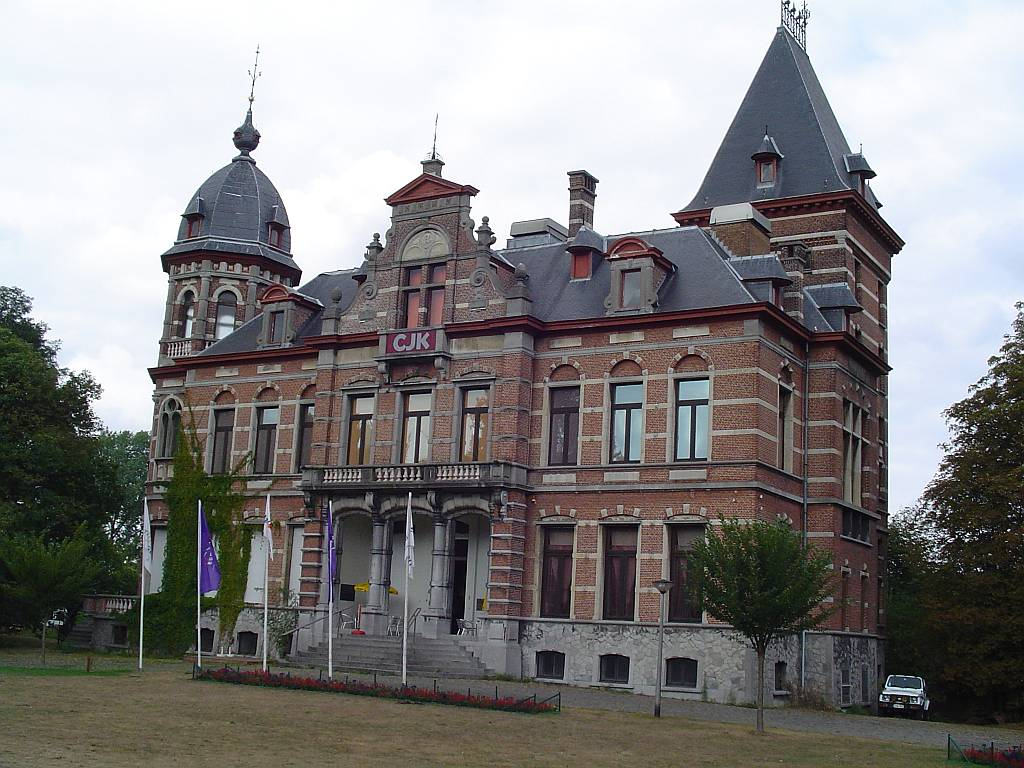
Kasteel Claeys-Bouüaert in Vorderansicht
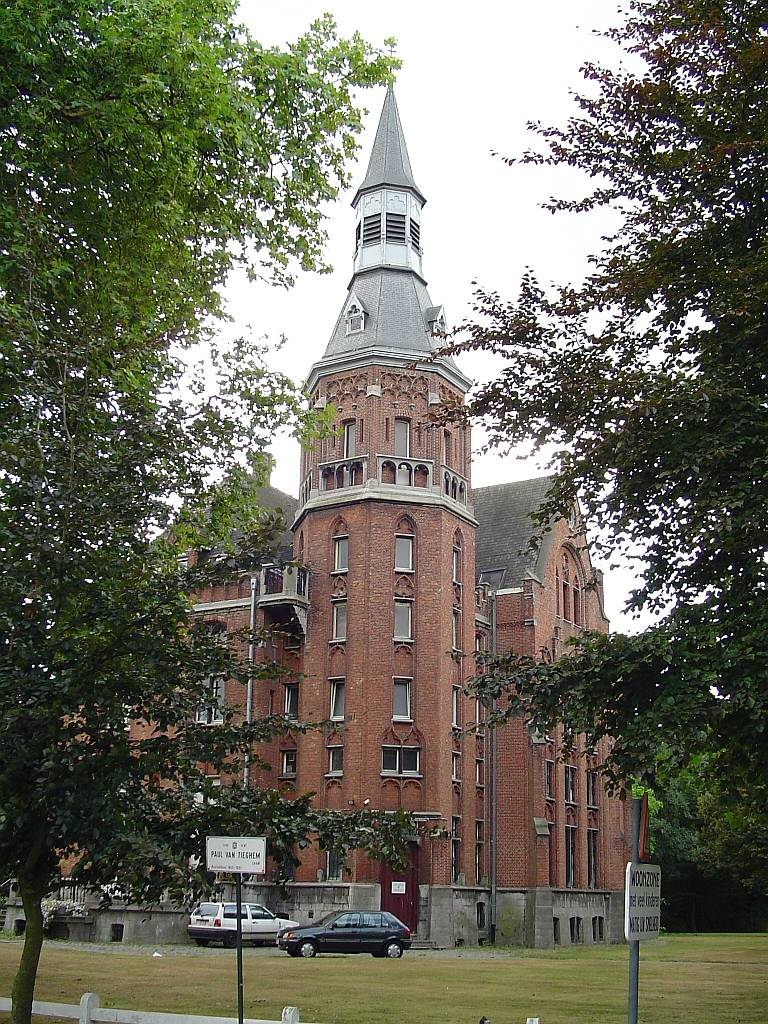
Kasteel Paul Van Tieghem
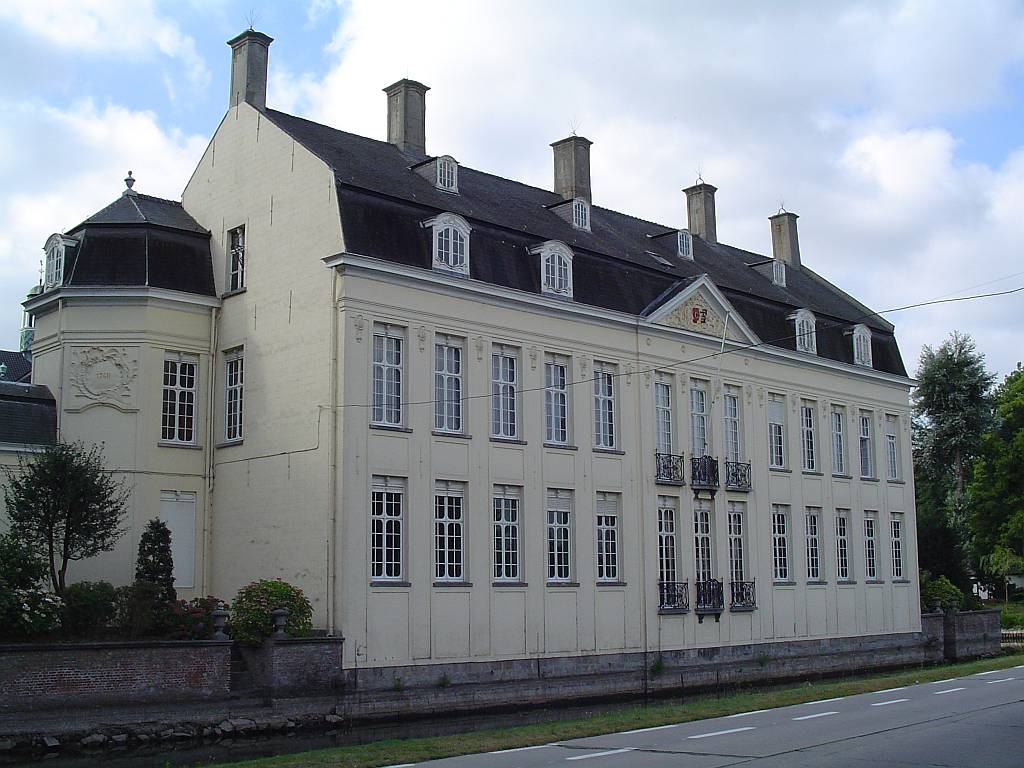
St. Paulsseminar
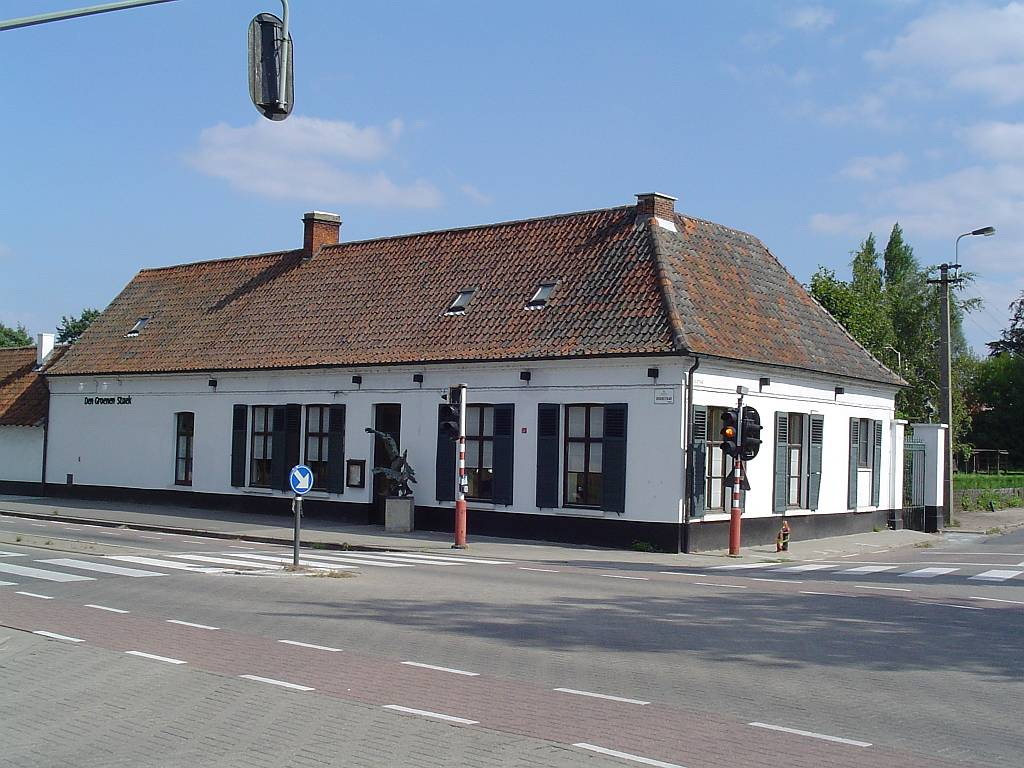
Den Groenen Staek
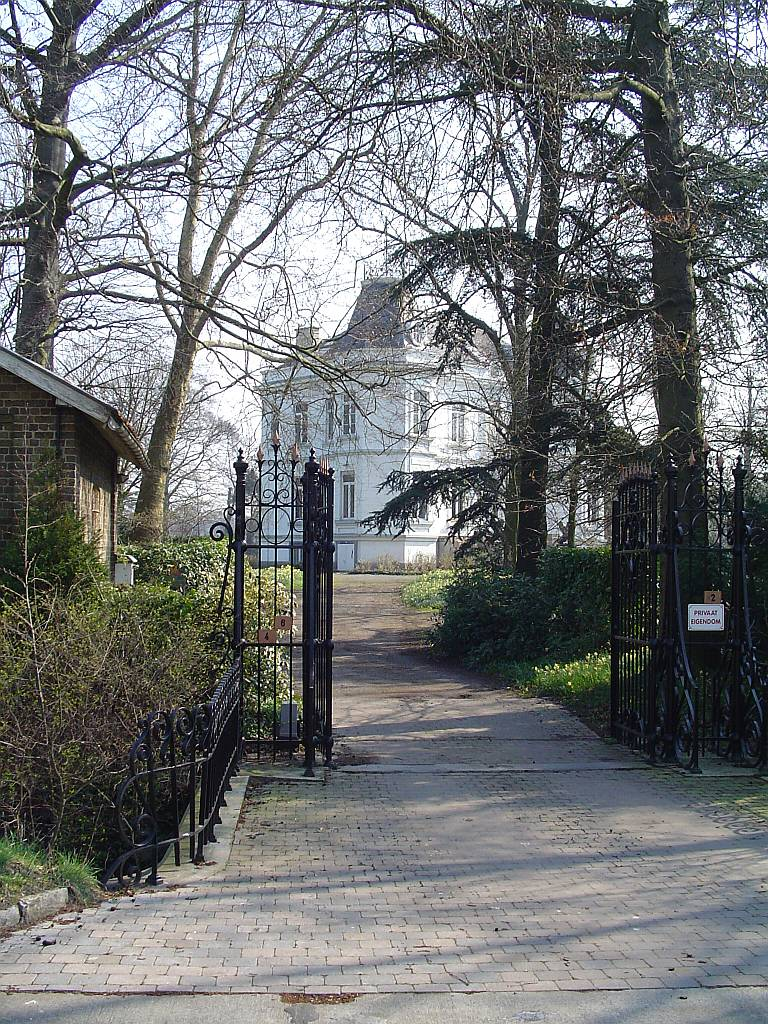
Kasteel Henri Story (Wit Kasteel)
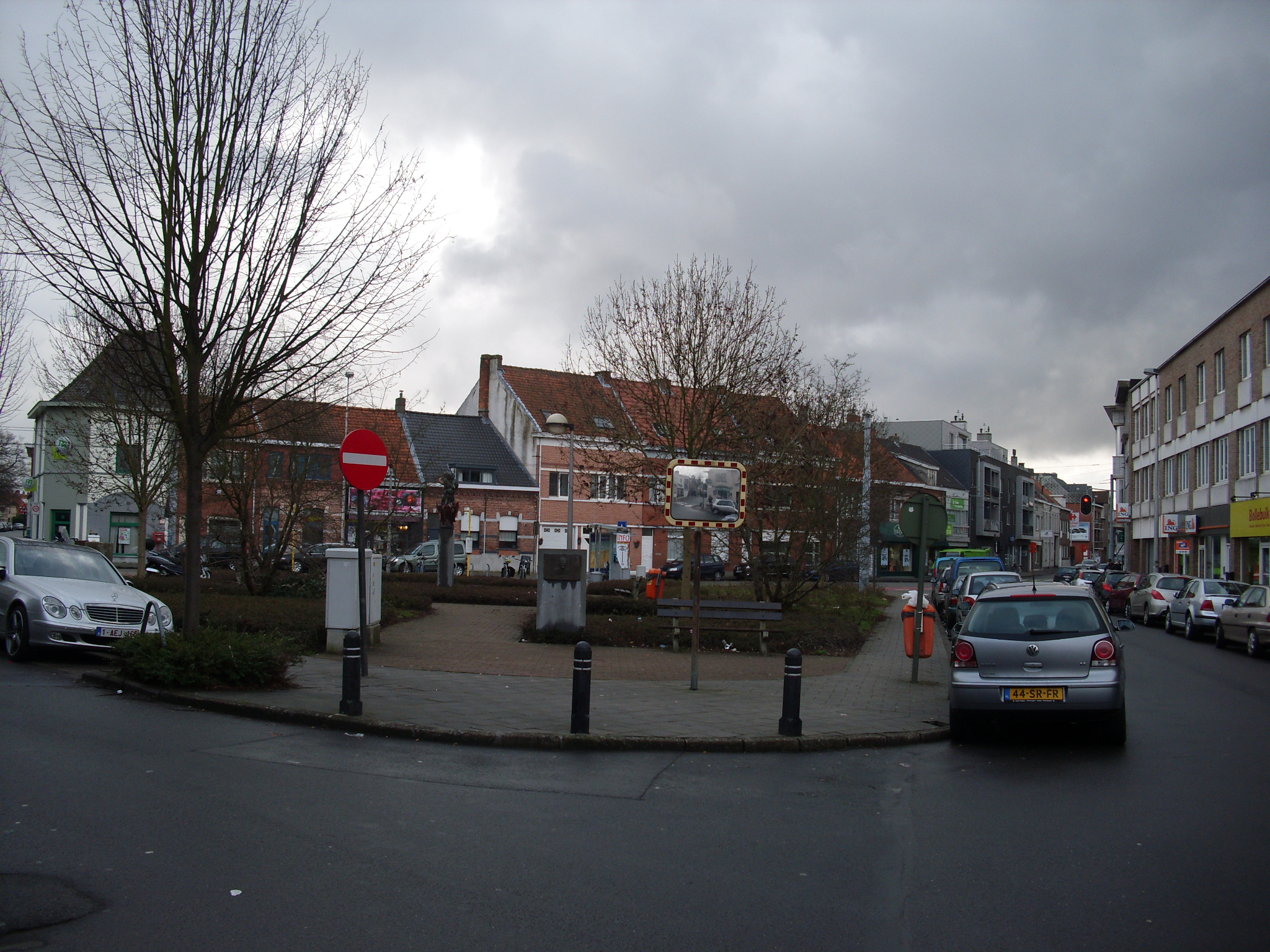
Maurice Claeysplein

## Grün in und um Mariakerke
Mariakerke und besonders Mariakerke-Ost ist lange ein ländliches, morastiges Gebiet rund um die Flüsse Durme, Kale und Lieve geblieben. Der grüne Charakter von Mariakerke wird nicht nur durch die vielen Landsitze mit angeschlossenen Parks bestimmt, sondern auch durch das Naturreservat Bourgoyen-Ossemeersen.
So wie viele Dörfer und Städte ist auch Mariakerke in den letzten Jahrzehnten durch einige Verkehrsachsen bedrängt worden. Bereits länger wird Mariakerke durch die belgische N9 geschnitten, seit den letzten Jahrzehnten jedoch auch durch den Genter Ring R4, der im Norden und Westen nun die eigentliche Grenze Mariakerkes darstellt.
Einer der bekanntesten grünen Flecken Mariakerkes ist das „Pisbosje“ nahe der N9. Es gehört zum Park am Van Tieghemkasteel (jetzt Roelandpark geheißen). Dieser Park wurde durch die Brücke Mariakerkes entzweigeschnitten. Der kleinste Teil gen Nordwesten ist ungefähr ein Hektar groß und ist seit 1990 einige Male in den Nachrichten zu sehen gewesen. Am Anfang der neunziger Jahre gab es Pläne des damaligen Eigners (mit Unterstützung der Stadtregierung) hier alles zu roden und ein Hamburgerrestaurant zu errichten (daher auch der Beiname „Hamburgerbosje“). Nach zahlreichen Protesten von Anwohnern und Jugendvereinigungen beschloss die Stadt Gent dieses Stück Grün zu erhalten und ein Enteignungsplan wurde aufgestellt. 2007 gab es jedoch wieder Pläne die Fläche zu exploitieren, da der Enteignungsplan abgelaufen war und die verschiedenen aufeinander folgenden Stadtregierungen versäumt hatten etwas aus dem Plan zu machen. Durch die Genter Stadtregierung wurde wohl das Stück Park rund um das Dienstzentrum angekauft, aber es war kein Geld mehr vorgesehen für den Ankauf des „Hamburgerbosjes“, worauf man deshalb nun Bebauung hätte zulassen müssen. Neue Proteste haben die Stadtoberen dazu bewogen, die Pläne an den Nagel zu hängen und von Notreserven Gebrauch zu machen, um dieses Stück Land noch anzukaufen.

## Sport
Fußballverein KSC Excelsior (KSCE) Mariakerke ist Mitglied der KBVB und spielt in der provinzialen Liga.
In Mariakerke-Zentrum liegt die Sporthalle Bourgoyen.

## Events
Zu den wichtigsten Ereignissen in Mariakerke gehören die jährlich wiederkehrende Feiern. Kurz vor dem 1. Mai wird Zmerlief gefeiert, mit Aktivitäten im ganzen Ort, aber besonders konzentriert um die Domäne Claeys Bouüaert. Später im Jahr gibt es die Kollefeesten in und rund um das Kollekasteel in Mariakerke-Ost.

## Bekannte (Ex-)Einwohner von Mariakerke
- Mitglied des eur. Parlaments und Altpremier Guy Verhofstadt
- Altbürgermeister von Gent Gilbert Temmerman
- Bürgermeister von Gent Daniel Termont
- Sänger Koen Crucke
- Schauspieler Kurt Defrancq
- Schauspieler Jakob Beks